# Bisdom Mondovì
Het bisdom Mondovì (Latijn: Dioecesis Montis Regalis in Pedemonte o Montis Vici; Italiaans: Diocesi di Mondovì) is een in Italië gelegen rooms-katholiek bisdom met zetel in de stad Mondovì in de provincie Cuneo. Het bisdom behoort tot de kerkprovincie Turijn, en is, samen met de bisdommen Acqui, Alba, Aosta, Asti, Cuneo, Fossano, Ivrea, Pinerolo, Saluzzo en Susa suffragaan aan het aartsbisdom Turijn.

## Geschiedenis
Het bisdom Ivrea werd opgericht in de 5e eeuw. In 451 werd het suffragaan aan het aartsbisdom Milaan. Op 21 mei 1515 werd het suffragaan aan Turijn.

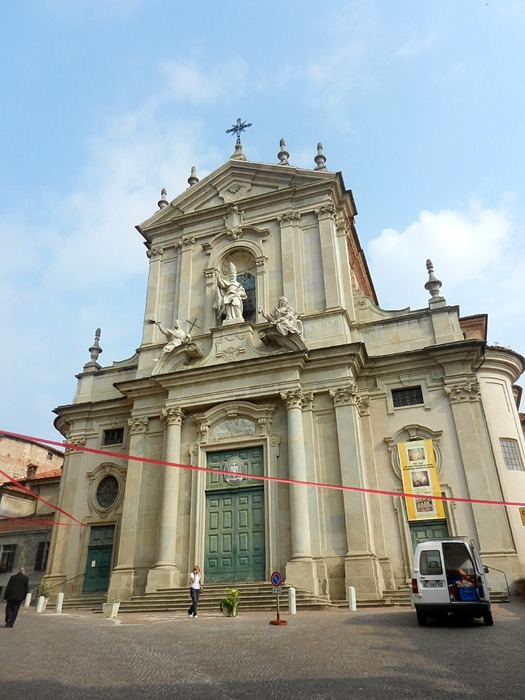
Kathedraal van Mondovì
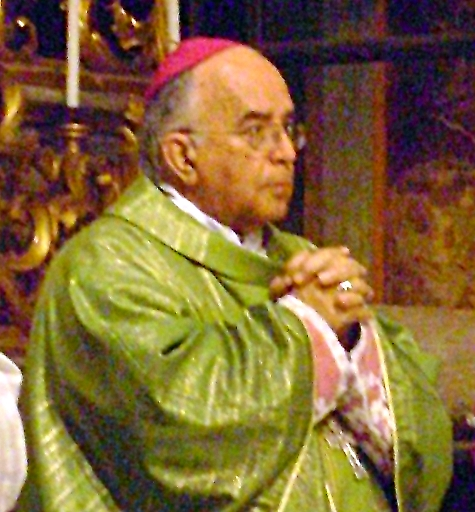
Bisschop emeritus Luciano Pacomio
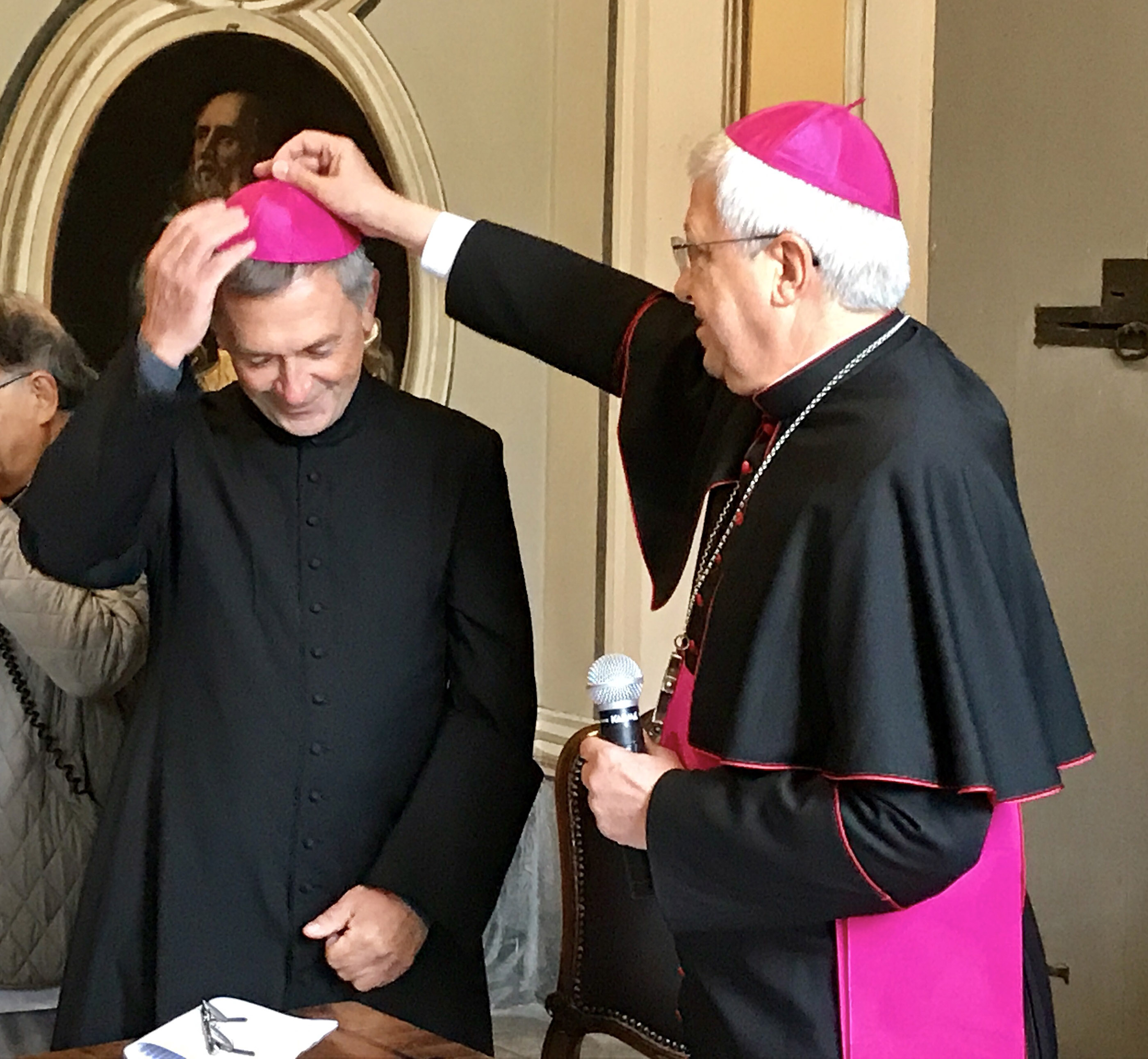
Bisschop Malvestiti van Lodi zet de zucchetto op het hoofd van de nieuwe bisschop Miragoli